# خوابیدن چگونه است
خوابیدن چگونه است (انگلیسی: How to Sleep) یک فیلم کوتاه کمدی با بازی رابرت بنچلی، به کارگردانی نیک گریند و تهیه‌کنندگی جک چرتوک است که در سال ۱۹۳۵ توسط ام‌جی‌ام منتشر شد. فیلم یک قسمت از مجموعه فیلم‌های کوتاه، تحت عنوان «مینیاتور»؛ محسوب می‌شود. موضوع فیلم، بحث در مورد چهار بخش خواب -علل، روش‌ها، اجتناب از خواب، و بیدار شدن از خواب می‌باشد.
فیلم در سال ۱۹۳۶ میلادی، جایزه بهترین فیلم کوتاه را در هشتمین دوره جوایز اسکار دریافت کرد.